# Pequena China
Pequena China é um termo que se refere a uma ideologia e fenômeno político-cultural em que vários monarcas japoneses, coreanos e vietnamitas se identificaram como o "Reino Central" ou "Estado Central" e se consideraram sucessores legítimos da civilização chinesa..Informada pelos conceitos tradicionais chineses de sinocentrismo e distinção Hua-Yi, essa crença tornou-se mais aparente depois que a dinastia Qing liderada pelos Manchus substituiu a dinastia Ming liderada pelos Han na China propriamente dita, como Tokugawa Japão, Joseon Coreia e Nguyễn Vietnã, entre outros , percebeu que os “bárbaros” haviam arruinado o centro da civilização mundial.